# Ctenophthalmus bithynicus
Ctenophthalmus bithynicus är en loppart som beskrevs av Peus 1977. Ctenophthalmus bithynicus ingår i släktet Ctenophthalmus och familjen mullvadsloppor. Inga underarter finns listade i Catalogue of Life.